# Ян Смекенс

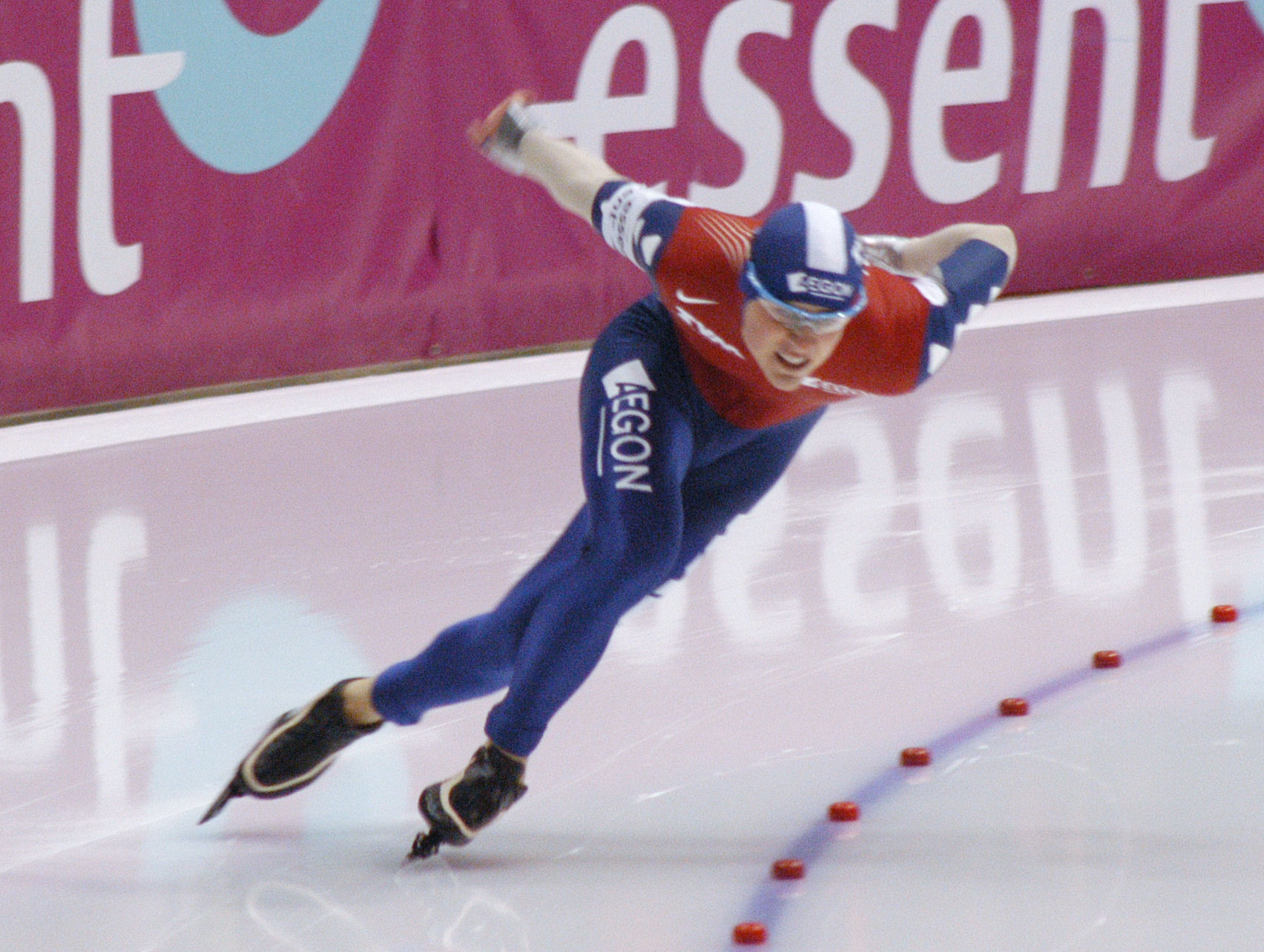
Смекенс 2007 року

Ян Смекенс (нід. Jan Smeekens; нар. 11 лютого 1987, Ралте, Нідерланди) — нідерландський ковзаняр. Срібний призер зимових Олімпійських ігор 2014 на 500 м, бронзовий призер чемпіонатів світу 2011 та 2013 років на дистанції 500 м.